# カワサキ・GPz400
カワサキ・GPz400（ジーピーゼットよんひゃく）とは、川崎重工業が製造した中型オートバイである。
GPZシリーズにおいて、空冷エンジン搭載車種のエンブレムは、GPZ400のようにZ以降末尾までが小文字でデザインされており、水冷エンジン搭載以降はGPz900/750Rの初期を除き全て大文字に変更された。
各種媒体において表記ゆれの場合があるが、カワサキのパンフレットでは本車種を「GPz400」と表記していたため、本項でもそれに倣う。

## 概要
Z400GPの後継機種として1983年に発売された。
歴代ラインナップとしては、空冷「Z-GPシリーズ」から水冷「GPZ-Rシリーズ」へと移行する過渡期の中間に位置し、最後の空冷4気筒エンジン搭載モデルとなる「GPzシリーズ」の一角である。姉妹車種として共通の車体を使用する排気量拡大版の輸出専用モデルGPz550がある（同様の輸出専用モデルGPz305はGPz250の排気量拡大版に相当する）。
1985年に後継機種となるGPZ400Rが発売されたものの、GPz400FおよびGPz400F-IIは国内モデルとしても販売を継続。同系のエンジン「ZX400AE」型を搭載するネイキッドモデルのゼファーが1989年に登場した後も併売され、1990年まで販売された。

## モデル一覧

### GPz400
1983年発売。先代に引き続きリアサスペンションにはモノショック方式のスイングアーム「ユニトラックシステム」を採用。フレームマウントのアッパーカウルを装備しているが、車重はZ400GPと同じ187kgである。
Z400GPのエンジンをベースにボアストロークをZ400FX以来の52 × 47 mm から 55 × 42 mmへとショートストローク化し、ヘッドや吸排気系なども新作する事により、48psから51psへと3馬力のパワーアップを実現した。しかしながら、すぐさま「GPz400F」が発売されたことにより、生産期間は一年未満となった。
GPz400仕様沿革
- ZX400-A1（1983年）

### GPz400F
1983年にGPz400のマイナーチェンジモデルとして発売。馬力は51psから54psへとパワーアップし、カタログ表記上の車重は187kgから178kgへと軽量化された。
GPz400F仕様沿革
- ZX400-A2（1984年）
- ZX400-A3（1985年）ドイツにも同仕様で輸出
- ZX400-C4 (1991年) ゼファーベースの エンジンとなり輸出用に再生産　カウル付き
- ZX400-C5（1994年) 輸出向け生産

### GPz400F-II
1984年にGPz400Fの派生モデル（アッパーカウルのないネイキッドバージョン）として発売。
GPz400F-II仕様沿革
- ZX400-C1（1984年）
- ZX400-C2（1985年）輸出用は1986～88年にも継続
- ZX400-C3（1987～88年）輸出専用